# Sergei Pavlovich
Sergei Pavlovich (Orlovsky, 13 de maio de 1992) é um lutador profissional de artes marciais mistas russo. Pavlovich já foi campeão Peso-Pesado pelo AMC Fight Nights, e atualmente compete no UFC.

## Carreira no MMA

### Ultimate Fighting Championship
Pavlovich fez sua estreia no UFC em 24 de novembro de 2018 no UFC Fight Night: Blaydes vs. Ngannou 2 contra Alistair Overeem. Ele perdeu por nocaute técnico no primeiro round.
Pavlovich enfrentou Marcelo Golm em 20 de abril de 2019 no UFC Fight Night: Overeem vs. Oleinik. Ele venceu a luta por nocaute no primeiro round.
Pavlovich enfrentou Maurice Greene em 26 de outubro de 2019 no UFC Fight Night: Maia vs. Askren. Ele venceu por nocaute técnico no primeiro round.

## Cartel no MMA
| Cartel no MMA |             |           |
| 17 lutas      | 16 vitórias | 1 derrota |
| Por nocaute   | 13          | 1         |
| Por decisão   | 3           | 0         |

| Res.    | Cartel | Oponente              | Método                             | Evento                                      | Data       | Round | Tempo | Local                    | Notas                                                                           |
| ------- | ------ | --------------------- | ---------------------------------- | ------------------------------------------- | ---------- | ----- | ----- | ------------------------ | ------------------------------------------------------------------------------- |
| Derrota | 18-2   | Tom Aspinall          | Nocaute (socos)                    | UFC 295: Procházka vs. Pereira              | 11/11/2023 | 1     | 1:09  | Nova Iorque, Nova Iorque | Pelo Cinturão Peso Pesado Interino do UFC.                                      |
| Vitória | 18-1   | Curtis Blaydes        | Nocaute Técnico (socos)            | UFC Fight Night: Pavlovich vs. Blaydes      | 22/04/2023 | 1     | 3:08  | Las Vegas, Nevada        | Performance da Noite.                                                           |
| Vitória | 17-1   | Tai Tuivasa           | Nocaute (socos)                    | UFC on ESPN: Thompson vs. Halland           | 03/12/2022 | 1     | 0:54  | Orlando, Flórida         | Performance da Noite.                                                           |
| Vitória | 16-1   | Derrick Lewis         | Nocaute Técnico (socos)            | UFC 277: Peña vs. Nunes 2                   | 30/07/2022 | 1     | 0:55  | Dallas, Texas            |                                                                                 |
| Vitória | 15-1   | Shamil Abdurakhimov   | Nocaute Técnico (socos)            | UFC Fight Night: Volkov vs. Aspinall        | 19/03/2022 | 1     | 4:03  | Londres                  | Performance da Noite.                                                           |
| Vitória | 14-1   | Maurice Greene        | Nocaute Técnico (socos)            | UFC Fight Night: Maia vs. Askren            | 26/10/2019 | 1     | 2:11  | Kallang                  |                                                                                 |
| Vitória | 13-1   | Marcelo Golm          | Nocaute (soco)                     | UFC Fight Night: Overeem vs. Oleinik        | 20/04/2019 | 1     | 1:06  | São Petersburgo          | Performance da Noite.                                                           |
| Derrota | 12-1   | Alistair Overeem      | Nocaute Técnico (socos)            | UFC Fight Night: Blaydes vs. Ngannou 2      | 24/11/2018 | 1     | 4:21  | Beijing                  | Estreia no UFC.                                                                 |
| Vitória | 12-0   | Kirill Sidelnikov     | Nocaute Técnico (socos)            | Fight Nights Global 79                      | 19/11/2017 | 1     | 2:45  | Penza                    | Defendeu o Cinturão Peso Pesado do FNG.                                         |
| Vitória | 11-0   | Mikhail Mokhnatkin    | Decisão (unânime)                  | Fight Nights Global 68                      | 02/06/2017 | 5     | 5:00  | São Petersburgo          | Ganhou o Cinturão Inaugural Peso Pesado do FNG; Venceu o GrandPrix dos Pesados. |
| Vitória | 10-0   | Alexei Kudin          | Decisão (unânime)                  | Fight Nights Global 54                      | 16/11/2016 | 3     | 5:00  | São Petersburgo          | Semifinais do Grande Prix dos Pesados.                                          |
| Vitória | 9-0    | Akhmedshaikh Gelegaev | Nocaute Técnico (joelhada e socos) | Fight Nights Global 51                      | 25/09/2016 | 1     | 3:35  | Kaspiysk                 |                                                                                 |
| Vitória | 8-0    | Chaban Ka             | Nocaute Técnico (socos)            | Fight Nights Global 50                      | 17/06/2016 | 1     | 1:54  | São Petersburgo          |                                                                                 |
| Vitória | 7-0    | Magomedbag Agaev      | Decisão (unânime)                  | Fight Nights Global 46                      | 29/04/2016 | 3     | 5:00  | Moscou                   |                                                                                 |
| Vitória | 6-0    | Ruben Wolf            | Nocaute Técnico (socos)            | EFN: Fight Nights Moscow                    | 11/12/2015 | 1     | 2:02  | Moscou                   |                                                                                 |
| Vitória | 5-0    | Sultan Murtazaliev    | Nocaute Técnico (socos)            | EFN: Fight Nights Dagestan                  | 25/09/2015 | 1     | 0:59  | Kaspiysk                 |                                                                                 |
| Vitória | 4-0    | Vladimir Daineko      | Nocaute Técnico (soco)             | Fight Nights: Sochi                         | 31/06/2015 | 1     | 0:24  | Sochi                    |                                                                                 |
| Vitória | 3-0    | Ilja Škondrič         | Nocaute Técnico (socos)            | Full Fight 1: Slovakia and Czech vs. Russia | 30/05/2015 | 1     | 1:15  | Banská Bystrica          |                                                                                 |
| Vitória | 2-0    | Sergey Buinachev      | Nocaute Técnico (socos)            | Fight Nights: Cup of Moscow                 | 21/03/2015 | 1     | 0:20  | Moscou                   |                                                                                 |
| Vitória | 1-0    | Alexander Derevyanko  | Nocaute Técnico (socos)            | Fight Nights: BattleMoscow 18               | 20/12/2014 | 1     | 3:52  | Moscou                   | Estreia nos Pesados.                                                            |